# Đường cao tốc Osan–Hwaseong
Đường cao tốc Osan–Hwaseong (tiếng Hàn Quốc: 오산화성고속도로, Hanja:烏山華城高速道路, một phần của Đường cao tốc số 171) là một đường cao tốc ở Hàn Quốc, nối Osan và Hwaseong, Gyeonggi. Quản lý bởi Gyeoggi Highway trong 30 năm, thành lập vào 29 tháng 10 năm 2009. Đường cao tốc này là đường cao tốc ngắn nhất Hàn Quốc (2.55 Km). Thậm chi khi đường cao tốc này chia sẻ với Đường cao tốc Yongin-Seoul, nó là một đường cao tốc tách biệt mà không cần kết nối trực tiếp.

## Lịch sử
Xem Đường cao tốc Pyeongtaek-Paju trước năm 2008.
- 3 tháng 1 năm 2008: Đổi tên thành đường cao tốc số 171 Osan-Hwaseong.[1]
- 29 tháng 10 năm 2009: Thành lập tất cà tuyến đường qua W.Osan JC ~ Trạm thu phí Annyeong.[2]

## Tổng quan

### Số làn đường
- Khứ hồi 6 làn xe

### Chiều dài
- 2.55 km

### Tốc độ giới hạn
- Tốc độ tối đa 100 km/h, tối thiểu 50 km/h trên tất cả các đoạn đường

## Nút giao thông · Giao lộ
- IC và JC: Giao lộ, TG: Trạm thu phí, SA: Khu vực dịch vụ.
- Đơn vị đo khoảng cách là km.

| Số                                                  | Tên                                                 | Tên                                                 | Khoảng cách                                         | Tổng khoảng cách                                    | Kết nối | Vị trí                                              | Vị trí                                              | Ghi chú                                             |
| Số                                                  | Tiếng Anh                                           | Hangul                                              | Khoảng cách                                         | Tổng khoảng cách                                    | Kết nối | Vị trí                                              | Vị trí                                              | Ghi chú                                             |
| Kết nối trực tiếp với Đường cao tốc Pyeongtaek–Paju | Kết nối trực tiếp với Đường cao tốc Pyeongtaek–Paju | Kết nối trực tiếp với Đường cao tốc Pyeongtaek–Paju | Kết nối trực tiếp với Đường cao tốc Pyeongtaek–Paju | Kết nối trực tiếp với Đường cao tốc Pyeongtaek–Paju | Kết nối trực tiếp với Đường cao tốc Pyeongtaek–Paju                                                                 | Kết nối trực tiếp với Đường cao tốc Pyeongtaek–Paju | Kết nối trực tiếp với Đường cao tốc Pyeongtaek–Paju | Kết nối trực tiếp với Đường cao tốc Pyeongtaek–Paju |
| --------------------------------------------------- | --------------------------------------------------- | --------------------------------------------------- | --------------------------------------------------- | --------------------------------------------------- | --- | --------------------------------------------------- | --------------------------------------------------- | --------------------------------------------------- |
| 6                                                   | W.Osan JC                                           | 서오산 분기점                                       | -                                                   | 0.00                                                | Đường cao tốc Pyeongtaek–Paju Đường cao tốc vành đai 2 vùng thủ đô Seoul                                            | Gyeonggi-do                                         | Osan-si                                             |                                                     |
| TG                                                  | W.Osan TG                                           | 서오산 요금소                                       |                                                     |                                                     | | Gyeonggi-do                                         | Osan-si                                             | Trạm thu phí chính                                  |
| 7                                                   | Annyeong                                            | 안녕                                                | 2.55                                                | 2.55                                                | Quốc lộ 1 (Gyeonggi-daero) Quốc lộ 43 (Bongyeong-ro) Tỉnh lộ 84 (Hyohaeng-ro) Tỉnh lộ 315 (Mannyeon-ro·Hyohaeng-ro) | Gyeonggi-do                                         | Hwaseong-si                                         |                                                     |

## Khu vực đi qua
Gyeonggi-do
- Osan-si Seorang-dong - Hwaseong-si Jeongnam-myeon - Osan-si Yangsan-dong - Hwaseong-si Anyeong-dong - Osan-si Yangsan-dong - Hwaseong-si Anyeong-dong

## Liên kết
- Đường cao tốc Gyeonggi